# Cabaret (film)
Cabaret är en amerikansk musikalfilm från 1972 i regi av Bob Fosse, med Liza Minnelli i huvudrollen som nattklubbssångerskan Sally Bowles. Filmen bygger på en Broadwaymusikal från 1966 med samma namn, och den i sin tur bygger på författaren Christopher Isherwoods bok om 1930-talets Berlin, Farväl till Berlin. Filmen blev Liza Minnellis stora genombrott.
Den hade svensk premiär på biograf Park i Stockholm den 2 oktober 1972. Filmen placerade sig på femte plats på listan AFI's Greatest Movie Musicals.

## Rollista i urval
- Liza Minnelli – Sally Bowles
- Michael York – Brian Roberts
- Helmut Griem – Maximilian von Heune
- Joel Grey – konferencier
- Fritz Wepper – Fritz Wendel
- Marisa Berenson – Natalia Landauer
- Elisabeth Neumann-Viertel – Fräulein Schneider
- Helen Vita – Fräulein Kost
- Sigrid von Richthofen – Fräulein Mayr
- Gerd Vespermann – Bobby
- Ralf Wolter – Herr Ludwig
- Georg Hartmann – Willi
- Ricky Renee – Elke
- Oliver Collignon – ung nazist

## Priser och utmärkelser
Cabaret var mycket framgångsrik och vann 8 Oscars, vilket gör den till den film som har vunnit flest oscars utan att vinna priset bästa film:
- Joel Grey vann pris för bästa manliga birollsinnehavare
- Liza Minnelli vann pris för bästa kvinnliga skådespelare
- Herbert Strabel, Hans Jürgen Kiebach och Rolf Zehetbauer vann pris för bästa scenografi
- Geoffrey Unsworth vann pris för bästa foto
- Bob Fosse vann pris för bästa regi
- David Bretherton vann pris för bästa klippning
- Ralph Burns vann pris för bästa musik
- Robert Knudson och David Hildyard vann pris för bästa ljud

Filmen var nominerad till ytterligare två Oscars, bland annat för bästa film. Dessutom vann den sju BAFTA Awards och tre Golden Globe.